# Dipsacus cyanocapitatus
Dipsacus cyanocapitatus là một loài thực vật có hoa trong họ Kim ngân. Loài này được C.Y.Cheng & T.M.Ai mô tả khoa học đầu tiên năm 1990.